# Peterson Terrace
Die Peterson Terrace (englisch für Peterson-Terrasse) ist eine 2,5 km2 große und eisfreie Hochebene mit geringfügigem Gefälle im ostantarktischen Viktorialand. Sie liegt auf einer Höhe von 1250 m in der Cruzen Range zwischen dem Gaisser Valley und dem LaBelle Valley sowie unmittelbar südlich des 750 m tiefer gelegenen Barwick Valley und dem Lake Vashka.
Das Advisory Committee on Antarctic Names benannte sie 2005 nach dem US-amerikanischen Physiker Jeffrey B. Peterson von der Carnegie Mellon University, der zwischen 1988 und 2005 in 14 Feldforschungskampagnen astrophysikalische Untersuchungen auf der Amundsen-Scott-Südpolstation tätig war.